# Jonathan Wilson
Jonathan Wilson, all'anagrafe Jonathan Spencer Wilson (Forest City, 30 dicembre 1974), è un cantautore e produttore discografico statunitense.
Il suo stile prende ispirazione dal folk rock e dalla psichedelia in auge tra la fine degli anni sessanta e la prima metà dei settanta.

## Biografia
Nato nella Carolina del Nord fonda con Benji Hughes i Muscadine nel 1998, gruppo che in seguito pubblicherà 2 album per la Sire Records.
Terminata l'attività col gruppo si concentra nell'attività solista ed in quella di produttore. Il primo album, Frankie Ray, esce nel 2007 e viene pubblicato per la Koch Records.
Nel 2009 produce l'esordio dei Dawes, North Hills nei suoi studi nel Laurel Canyon. Nel 2010 si trasferisce a Los Angeles, dove produce il secondo album dei Dawes, Nothing Is Wrong. Inoltre, coproduce gli album Fear Fun e I Love You, Honeybear di Josh Tillman (alias Father John Misty), ex batterista dei Fleet Foxes.
Nel 2011 pubblica per la Bella Union l'album Gentle Spirit (Bella Union, 2011), che ottiene immediatamente ottime recensioni dalla critica specializzata. La rivista Mojo colloca l'album al 4º posto tra i migliori album dell'anno mentre per Uncut Magazine ne è il miglior esordio. Ottiene un discreto successo commerciale raggiungendo il 15º posto nella Official Independent Chart.
Due anni dopo esce Fanfare e nel 2018 Rare Birds.
Nel 2020 pubblica il suo quinto lavoro da solista, Dixie Blue, registrato in sei giorni live in studio.

## Discografia

### Da solista
- 2007 - Frankie Ray (Pretty and Black Records/Koch Records)
- 2011 - Gentle Spirit (Bella Union)
- 2013 - Fanfare (Bella Union)
- 2018 - Rare Birds (Bella Union)
- 2020 - Dixie Blue (Bella Union)
- 2023 - Eat The Worm

### Con i Muscadine
- 1998 - The Ballad of Hope Nichols, (Sire Records)
- LP2 (Sire Records)
- Live From Studio East, (Sire Records)